# Morup
Morup er en landsby i Morup sogn, Falkenbergs kommun, Hallands län, Sverige, ca. 12 km nordvest for Falkenberg. Navnet kommer fra mo (sandjord) og torp. Det blev første gang registreret som 'Mothorp' i 1177